# Slag bij Hooglede
De dubbele veldslag te Hooglede was een veldslag tussen de Oostenrijkers en de Fransen die plaatsvond op 10 en 13 juni 1794 nabij Hooglede in West-Vlaanderen.

## Historisch kader
Pruisen, de Habsburgse monarchie, de Nederlandse Republiek, Engeland, Spanje en Piëmont sloten na de executie van Lodewijk XVI van Frankrijk een coalitie. Vervolgens won het 'keizerlijke' leger, onder het opperbevel van de prins van Coburg, van de Fransen te Neerwinden op 18 maart 1793. De Zuidelijke Nederlanden kwamen opnieuw onder Oostenrijks gezag.
Lazare Carnot had een groot Frans volksleger op de been gebracht en ging zelf in het offensief. De Fransen bereikten eind april 1794 de vestingstad Ieper, van groot strategisch belang voor de verdediging van Vlaanderen en Brabant. Een deel van het geallieerde en Zuid-Nederlandse leger trok onder leiding van generaal Clerfayt op naar Ieper om de stad te ontzetten. Generaal Pichegru stuurde twee Franse divisies in de tegenaanval. Beide legers troffen elkaar te Hooglede op 10 en 13 juni 1794.

## Voorbereidende schermutselingen

### De geallieerden
De prins van Coburg maande generaal Clerfayt aan op vrijdag 6 juni 1794 vanuit Tielt naar Ieper te trekken om de stad te ontzetten. Bij het vallen van de avond was de bezetting van de Hoogleedse hoogte door Clerfayts troepen volbracht.

### De Fransen
Generaal Pichegru stuurde vanuit zijn hoofdkwartier in Zonnebeke twee divisies naar Hooglede en Roeselare: de divisie Souham (23.100 man) en de divisie Despeaux (10.000 man).

## De eerste veldslag: 10 juni 1794
De vijandelijke legers troffen elkaar omstreeks 14 uur. De brigade Dewinter, onderdeel van de divisie Souham, ondervond heel wat weerstand nabij de Sleihage-molen. Het Oostenrijkse leger bestookte hen met een aantal kanonnen. De brigade Mac-Donald schoot te hulp en de Oostenrijkers trokken zich terug tot op de Hoogleedse hoogte. De weerstand bleef hevig en de soldaten van Malbrancq kwamen niet op tijd aan. Hierdoor werd Mac-Donald verplicht zijn brigade terug te trekken om een omsingeling te vermijden. Hierdoor kwam er een einde aan de eerste veldslag, die was uitgedraaid op een nederlaag voor de Fransen.
's Nachts gebeurde er echter iets onverwachts. Generaal Clerfayt voelde zich niet zeker van zijn stuk en trok zich terug uit Hooglede naar Lichtervelde en Torhout. Zo konden de Fransen zonder slag of stoot Hooglede inpalmen op woensdag 11 juni.

## De tweede veldslag: 13 juni 1794
De prins van Coburg stuurde Clerfayt wat hulp; een deel van zijn troepen, gelegen aan de Samber kwamen de geallieerden versterken. De geallieerden vielen vervolgens Hooglede aan op vrijdag 13 juni, komend van de steenweg Torhout-Roeselare. Clerfayt beloofde zijn soldaten drie dagen soldij en hij had het daarbovenop een drievoudig rantsoen brandewijn gegeven. Nabij de Gitsberg kwam het tot een eerste confrontatie. De Franse artilleristen trokken zich door de vastberadenheid van de Oostenrijkers terug tot in Hooglede dorp. De colonne Clerfayt rukte verder op maar werd beschoten vanuit boomgaarden en huizen door de voltallige brigade Mac-Donald. Op het ogenblik dat deze brigade dreigde omsingeld te worden, kwam er een geweldige tegenaanval van de brigade Dewinter. De Oostenrijkers geraakten in moeilijkheden en vluchtten in paniek weg.

## Nasleep
Deze tweede veldslag te Hooglede werd dus een groot succes voor de Fransen. Alle hoop op ontzetting van Ieper was bij deze verdwenen. De geallieerden kregen te Fleurus bovendien de genadeslag toegebracht door generaal Jourdan. Het Zuiden viel in handen van de Fransen en dat betekende het einde van de Oostenrijkse Nederlanden.
Nederlanden: Marquain · Rijsel (1792) · Jemappes · Namen (1792) · Maastricht (1793) · Breda · Aldenhoven (1793) · Neerwinden · Raimes · Famars · Aarlen · Valencijn · Duinkerke · Hondschote · Menen ·  Wattignies · Moeskroen · Tourcoing · Doornik · Erquelinnes · Gosselies · Ieper · Hooglede · Fleurus · Boxtel · Sprimont · Maastricht (1794) · 's-Hertogenbosch · Aldenhoven (1794) · Puiflijk · Nijmegen · Luxemburg · Den Helder · Camperduin

Rijnfront: Verdun · Thionville · Valmy · Mainz (1792) · Mainz (1793) · Vogezen/Tripstadt · Mainz (1795) · Amberg · Würzburg

Italiaans front: Genua · Hyères · Rovereto · Bassano · Montenotte · Dego · Lodi · Arcole · Rivoli

Overige fronten (Vendée, Spanje): Fontenay-le-Comte · Toulon · Cholet · Luçon · Truillas · Boulou · San Lorenzo · Santa Cruz · Kaap Sint-Vincent
West-Indië: Guadeloupe · Martinique